# 159776 Eduardoröhl
(159776) Eduardoröhl, denumire internațională (159776) Eduardorohl, este un asteroid din centura principală de asteroizi.

## Descriere
159776 Eduardoröhl este un asteroid din centura principală de asteroizi. A fost descoperit pe 2 mai 2003 la Mérida de Ignacio Ramón Ferrín Vázquez și Carlos Leal (astronom). Asteroidul prezintă o orbită caracterizată de o semiaxă mare de 2,57 ua, o excentricitate de 0,21 și o înclinație de 14,1° în raport cu ecliptica.